# Phys.org
Phys.org è un aggregatore di notizie online che fornisce informazioni sulla ricerca scientifica e tecnologica, estratte da comunicati stampa e agenzie di stampa. Il sito è anche una fonte di giornalismo scientifico, che propone notizie proprie, basate su ricerche pubblicate all'interno di riviste sottoposte a revisione paritaria.
Con una media di 98 post al giorno, è uno dei siti web scientifici più aggiornati. Esso fa parte della rete di siti web di Science X, con sede sull'Isola di Man, Regno Unito. Nell'aprile 2011 Phys.org ha lanciato il sito Medical Xpress dedicato ai contenuti su medicina e salute.